# 张非垢
张非垢（1917年12月—1958年8月），字载五，学名福垢，号庸人，河南省柘城县牛城乡郭村岗人。国家体委副主任。中共八大代表。

## 生平
父亲张协焯在家乡办私塾。
6岁小学读书，12岁考入淮阳的省立第三中学，15岁入开封的河南大学附属高中。1934年考入燕京大学新闻系。一二九学生运动后并加入中华民族解放先锋队，主编和发行民先全国总队部机关刊物《生活十月》与燕京大学民先队的油印刊物《先锋队》。1937年4月离开北平奔赴延安，受到毛泽东、朱德的接见。1937年5月，返回燕京大学，加入了中国共产党。
七七事变后，回到家乡把抗日青年团结起来组织了“励志读书会”。1938年8月去延安，结业后被分配到八路军一二O师政治部编辑委员会，主编《战斗报》，升任编辑科长、研究室秘书、军事通讯科科长、晋西北军区政治部宣传科科长、晋绥军区政治部宣传科科长、西北军区政治部宣传科科长、宣传部副部长、部长。1947年中秋节严昭（后任周恩来的英文秘书）与张非垢结婚。
1950年任中共中央西南局宣传部秘书长、副部长。1954年调任中央体委副秘书长、秘书长。1956年，张非垢晋升为国家体委副主任。1956年秋率中国国家足球队访问苏联、南斯拉夫。1958年因晚期肝硬化腹水并发多种病症病逝。
著有《张非垢体育论文集》。

## 過身
根據中國國家圖書館一檔案描述，一篇由中華體育運動委員會署名的碑文記載了張非垢的生平。